# Daily Mirror
Daily Mirror (neformalno The Mirror) su britanske dnevne novine koje redovno izlaze od 1903. godine. Osnovao ga je novinski magnat Alred Harmsworth kao "časopis za žene koji rade žene"; slaba prodaja je nagnala na preorijentaciju za novine temeljene na ilustracijama i namijenjen čitateljima oba spola. S vremenom je tiraža rasla da bi 1919. postao najprodavanijim britanskim novinama. Pod vodstvom Cecila Kinga 1930-ih se list, koji je dotada uglavnom odražavao konzervativne vrijednosti srednje klase, preorijentirao na čitatelje iz radničke klase te uspostavio tradiciju podržavanja lijeve Laburističke stranke koja se održala do današnjih dana. Sklonost senzacionalističkim naslovnicama je Mirror učinila čestom metom kritičara koji ga proglašavaju jednim od oličenja žutila i negativnih stereotipa vezanih uz britanske tabloide, ali je u periodu od kasnih 1940-ih pa sve do 1970-ih bio najtiražnija britanska novina, sve dok ga s prvog mjesta nije svrgnuo Murdochov The Sun.

## Znamenite ličnosti

### Urednici
1903 - 1904: Mary Howarth
1904 - 1907: Hamilton Fyfe
1907 - 1915: Alexander Kenealy
1915 - 1916: Ed Flynn
1916 - 1931: Alexander Campbell
1931 - 1934: Leigh Brownlee
1934 - 1948: Cecil Thomas
1948 - 1953: Silvester Bolam
1953 - 1961: Jack Nener
1961 - 1971: Lee Howard
1971 - 1974: Tony Miles
1974 - 1975: Michael Christiansen
1975 - 1985: Mike Molloy
1985 - 1990: Richard Stott
1990 - 1991: Roy Greenslade
1991 - 1992: Richard Stott
1992 - 1994: David Banks
1994 - 1995: Colin Myler
1995 -  2004: Piers Morgan
2004 - 2012: Richard Wallace
2012 - danas: Lloyd Embley
Izvor: Tabloid Nation

### Znameniti kolumnisti
Znameniti kolumnisti Daily Mirrora (bivši i sadašnji) uključuju:
- The 3AM Girls (trač kolumnisti);
- William Connor (pod pseudonimom Cassandra (1935–1967));
- Richard Hammond (automoto i subotnje kolumne);
- Oliver Holt (sportske kolumne);
- Kevin Maguire (britanska politika);
- Tony Parsons (kolumna ponedjeljkom);
- Penman & Greenwood (istraživački novinari);
- Fiona Phillips (subotnja kolumna);
- Brian Reade (kolumna četvrtkom; sportska kolumna subotom); i
- Keith Waterhouse (uglavnom humor (1993–2009)).

## Vanjske poveznice
Službena stranica